# Atractotomus parvulus
Atractotomus parvulus ist eine Wanzenart aus der Familie der Weichwanzen (Miridae).

## Merkmale
Die Wanzen werden 2,3 bis 2,7 Millimeter lang. Die Gattung Atractotomus umfasst dunkel gefärbte Arten, bei denen die Körperoberseite mit abgeflachten, goldenen oder silbernen Haaren bedeckt ist. Das zweite Fühlerglied ist häufig stark verdickt. Bei Atractotomus parvulus ist das erste Fühlerglied zylindrisch und das zweite ist nur bei den Weibchen verdickt. Atractotomus magnicornis ist sehr ähnlich, besitzt jedoch ein etwas längeres zweites Fühlerglied und hat zudem eine andere Wirtspflanze.

## Vorkommen und Lebensraum
Die Art ist in West- und Mitteleuropa sowie in Schweden, Ungarn, Kroatien und Norwegen verbreitet. In Deutschland ist sie vermutlich vom Norddeutschen Tiefland bis in die Alpen verbreitet, bisher aber nur vereinzelt nachgewiesen. Auch aus Österreich gibt es bisher nur vereinzelte Funde von Tirol bis ins Burgenland. Im Gebirge kann man sie bis über 1300 Meter Seehöhe antreffen. Sie ist nicht häufig.

## Lebensweise
Die Wanzen leben anders als Atractotomus magnicornis, mit der man sie jedoch gemeinsam antreffen kann, anscheinend nur an Kiefern wie Waldkiefer (Pinus sylvestris) und Bergkiefer (Pinus mugo). Besonders Männchen lassen sich nachts durch künstliche Lichtquellen anlocken. Die adulten Wanzen kann man zwischen Ende Juni und Anfang Oktober antreffen, wobei sich das Maximum im Juli und August befindet. Die einzelnen Individuen leben nur etwa drei Wochen lang.

## Belege